# El Huérfano
El Huérfano är en ort i Mexiko.   Den ligger i kommunen Senguio och delstaten Michoacán de Ocampo, i den södra delen av landet, 130 km väster om huvudstaden Mexico City. El Huérfano ligger 2 520 meter över havet och antalet invånare är 504.
Terrängen runt El Huérfano är lite bergig. Runt El Huérfano är det ganska tätbefolkat, med 192 invånare per kvadratkilometer. Närmaste större samhälle är Maravatío, 19,5 km nordväst om El Huérfano. I omgivningarna runt El Huérfano växer huvudsakligen savannskog.